# Паш, Лоренц Младший
Лоренц Паш Младший (швед. Lorens Pasch den yngre; 6 июня 1733[…], Стокгольм — 29 апреля 1805[…], Клара, Стокгольмское обер-губернаторство) — шведский художник-портретист.

## Биография
Уроженец Стокгольма. Сын художника Лоренца Паша Старшего, брат художницы Ульрики Паш. Несмотря на давнюю и  прочную связь семьи с искусством, Лоренц Старший хотел, чтобы его сын стал протестантским священником и в десятилетнем возрасте отправил его в Уппсалу, в религиозное учебное заведение. На помощь мальчику пришёл его дядя, художник Юхан Паш, который настоял, чтоб его отец отказался от вздорной затеи и начала обучать способного сына живописи. После нескольких лет обучения в мастерской у отца, Лоренц Младший, по рекомендации дяди и на его средства, отправился в Копенгаген, где три года учился живописи в мастерской Карла Густава Пило. После этого юноша отправился в Париж, куда прибыл в 1758 году и где учился у Франсуа Буше. В Париже Паш также смог познакомиться с великим шведским художником Рослином, постоянно проживашим в этом городе.
В 1766 году Паш вернулся в Швецию, где завершил своё обучение в мастерской художника Гийома Тараваля, выходца из Франции, основателя и первого директора Шведской академии художеств. Уже вскоре по возвращении в Швецию, Паш зарекомендовал себя, как талантливый портретист и стал получать престижные заказы от короля Швеции Адольфа Фредерика, его супруги Луизы Ульрики Прусской и их придворных. С 1773 года Лоренц Паш Младший был профессором Шведской академии художеств, а в 1793 году стал её директором и занимал этот пост до конца своей жизни. В последние годы Паш рисовал мало, так как был более сосредоточен на обучении молодых художников. Он скончался в 1805 году в Стокгольме неженатым и бездетным но окружённым всеобщим уважением, как один из наиболее талантливых художников Густавианской эпохи.

## Галерея

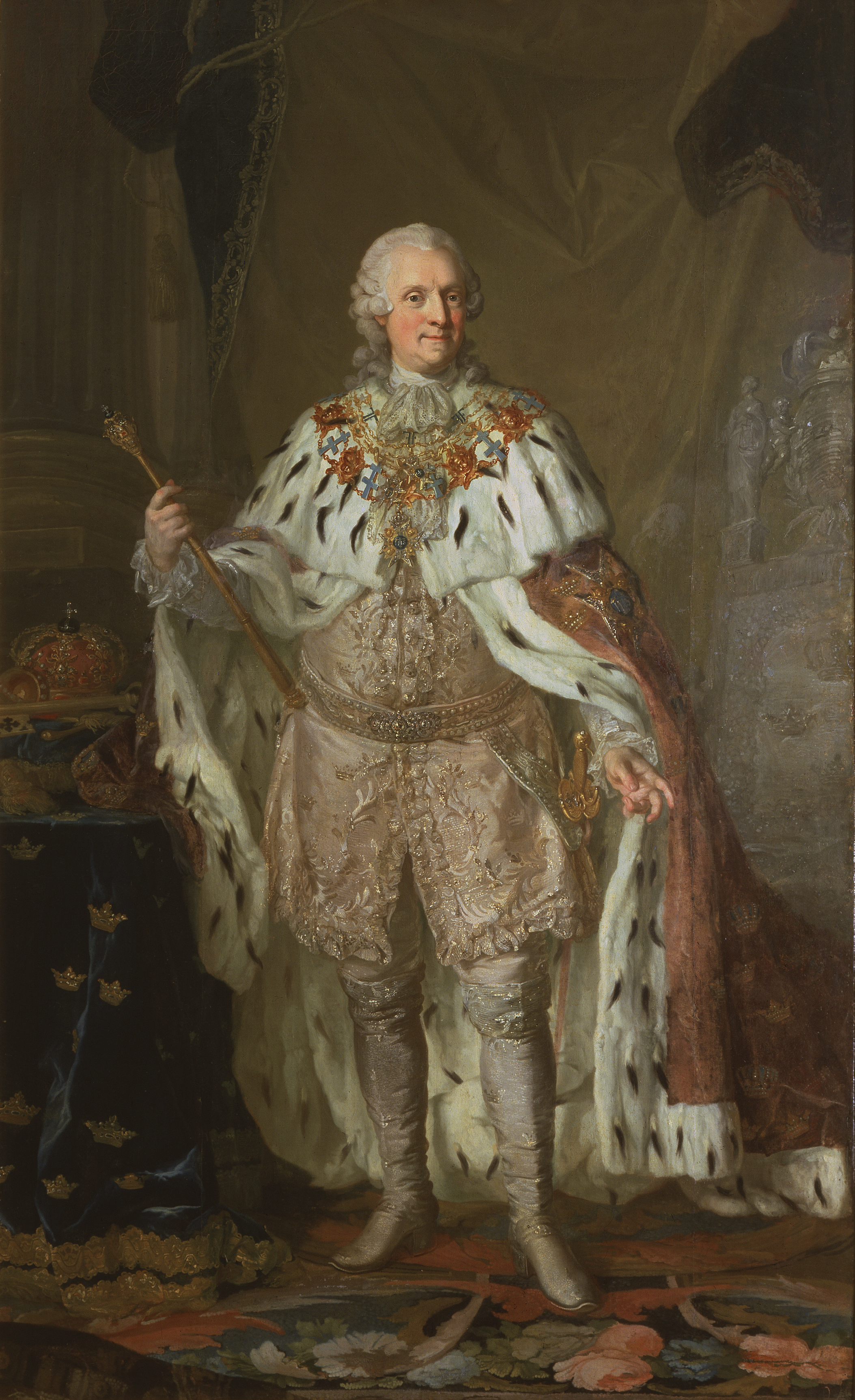
Портрет короля Адольфа Фредерика.
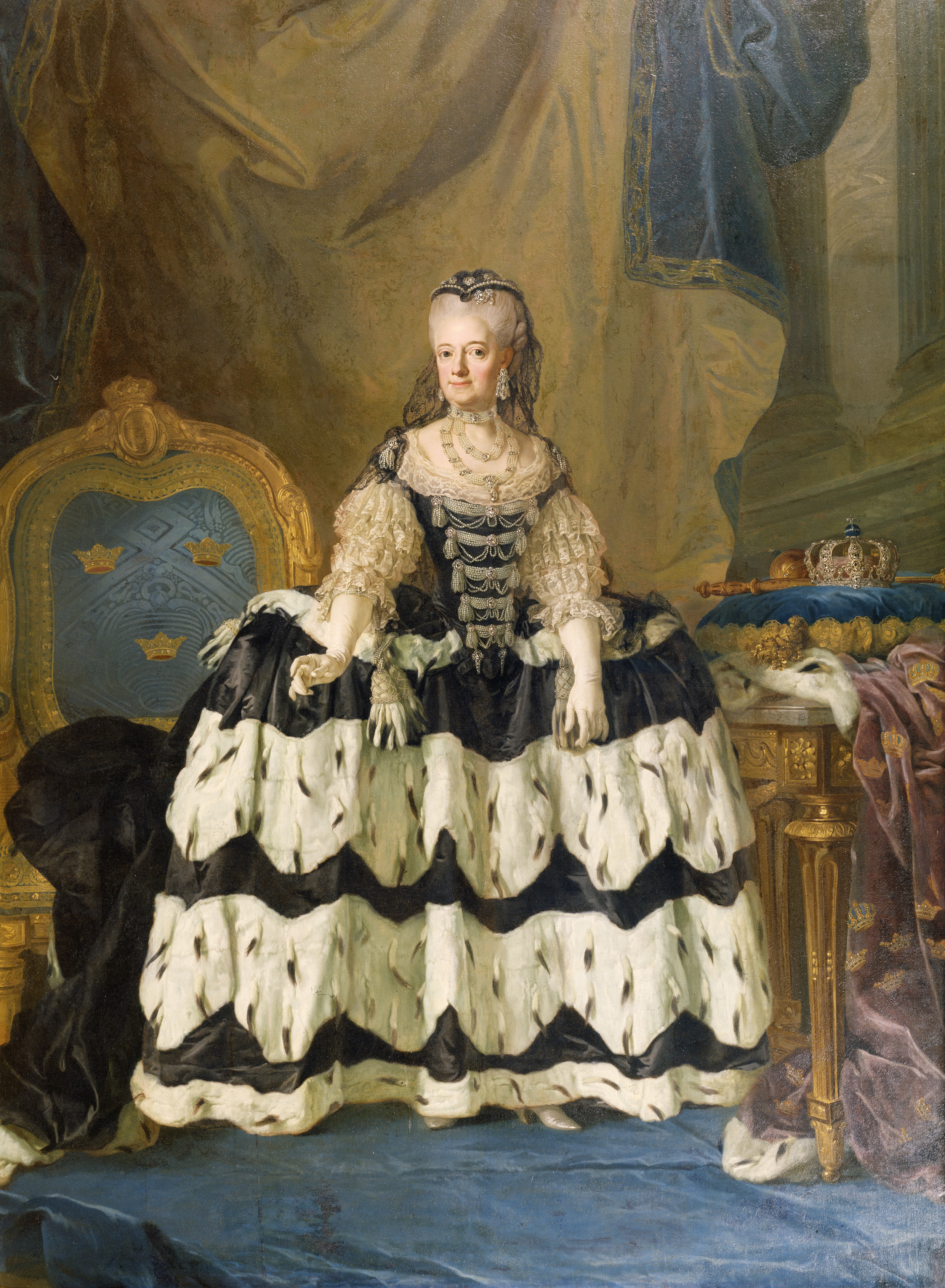
Портрет королевы Луизы Ульрики.
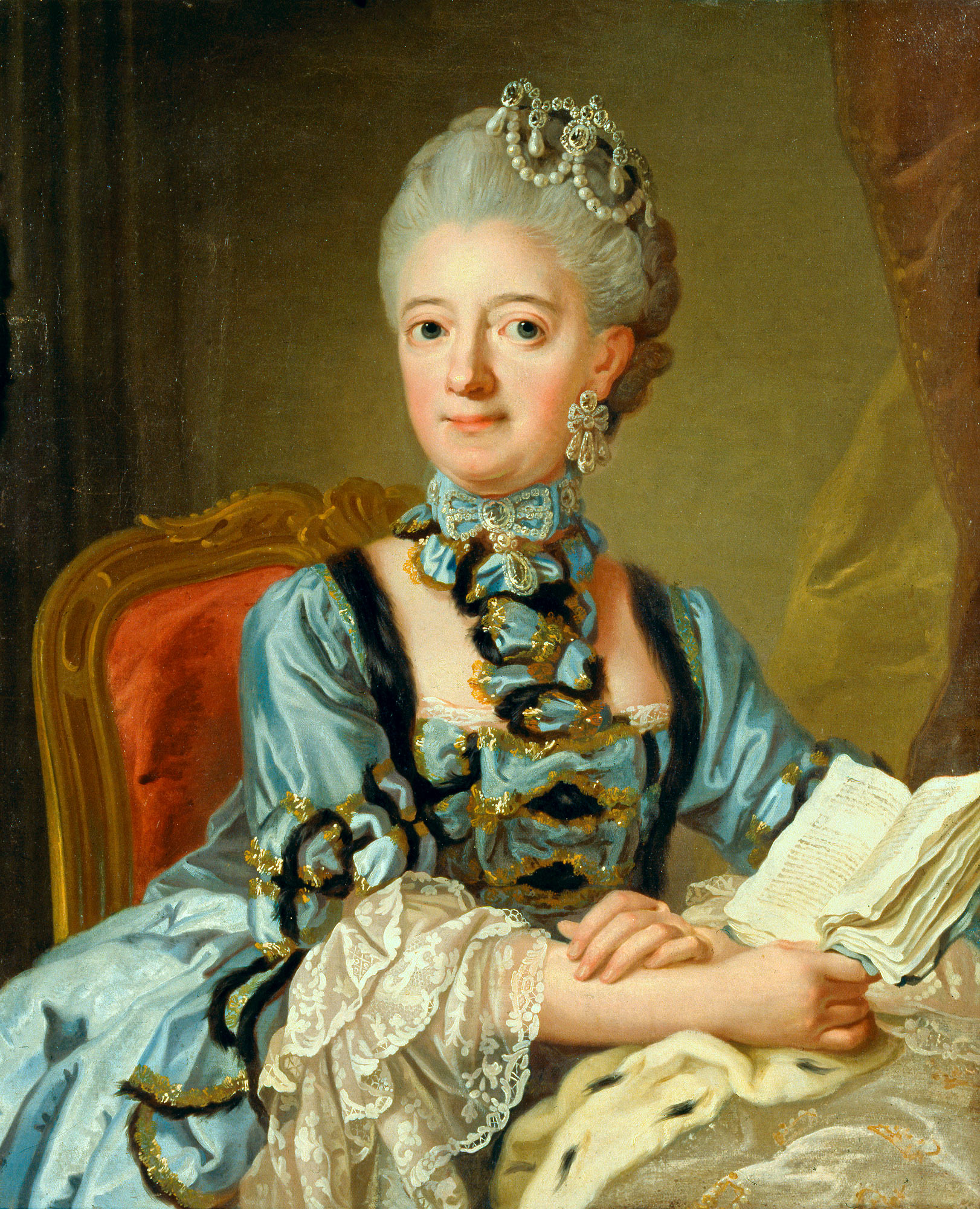
Портрет королевы Луизы Ульрики.
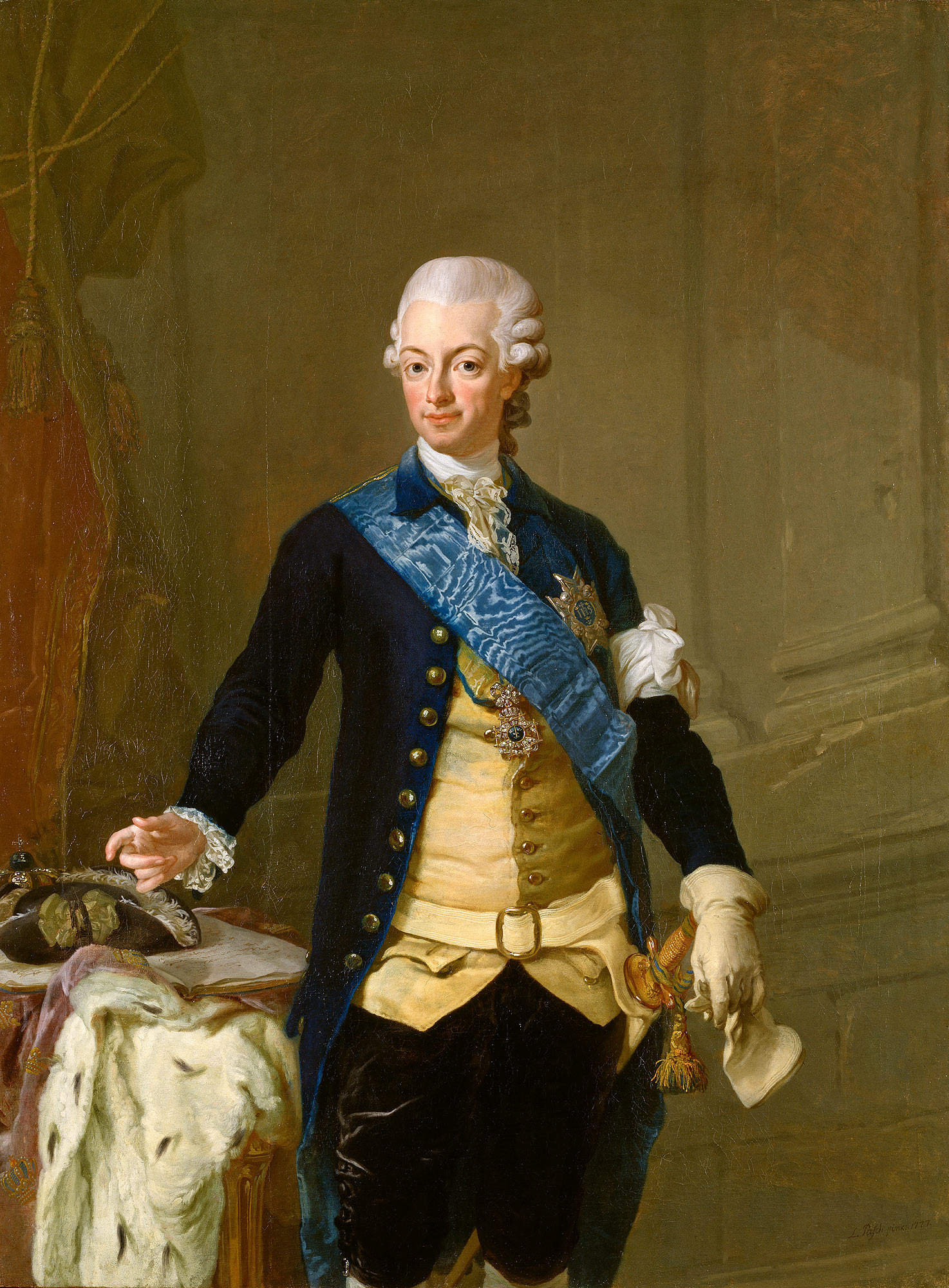
Портрет короля Густава III.
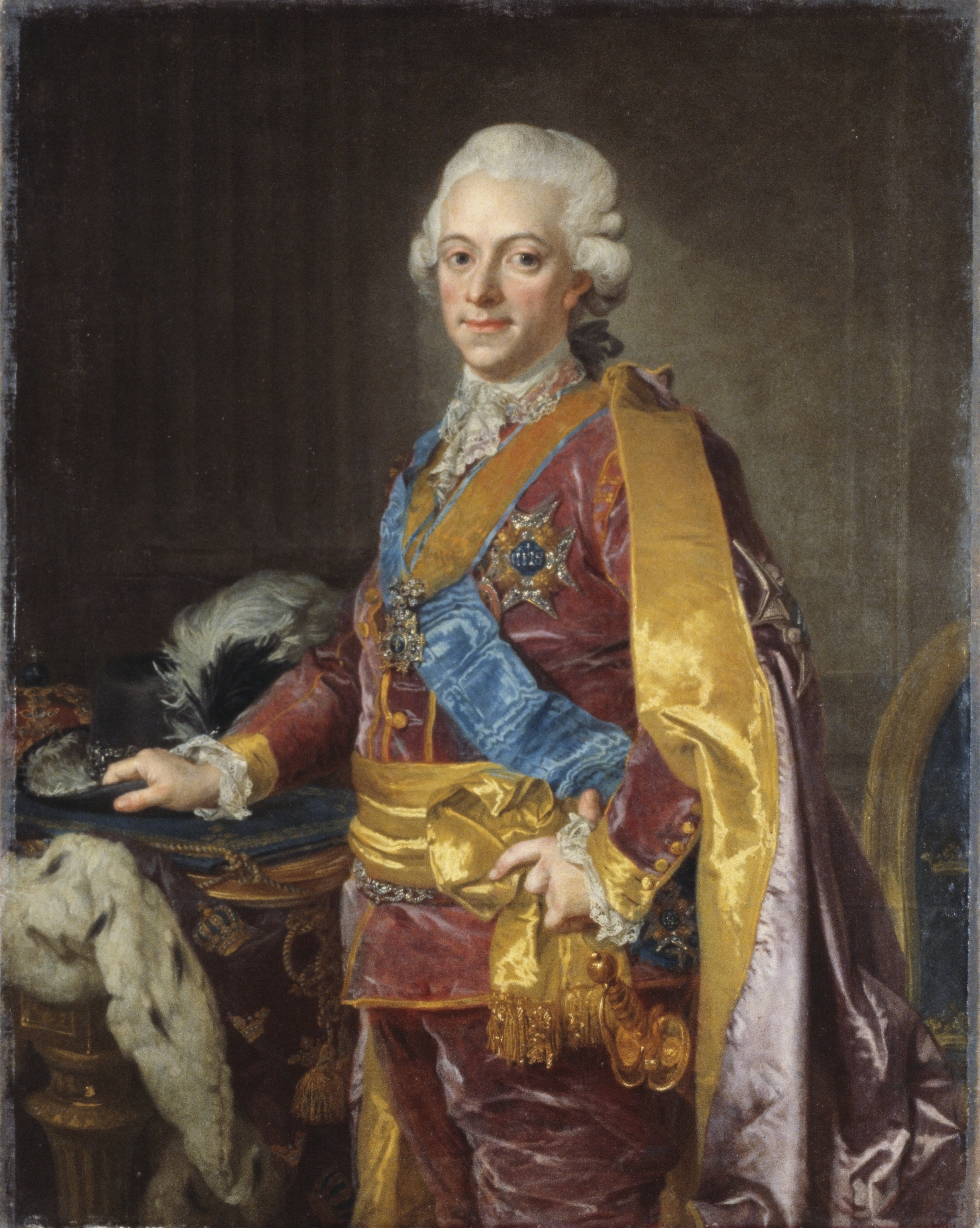
Портрет короля Густава III.
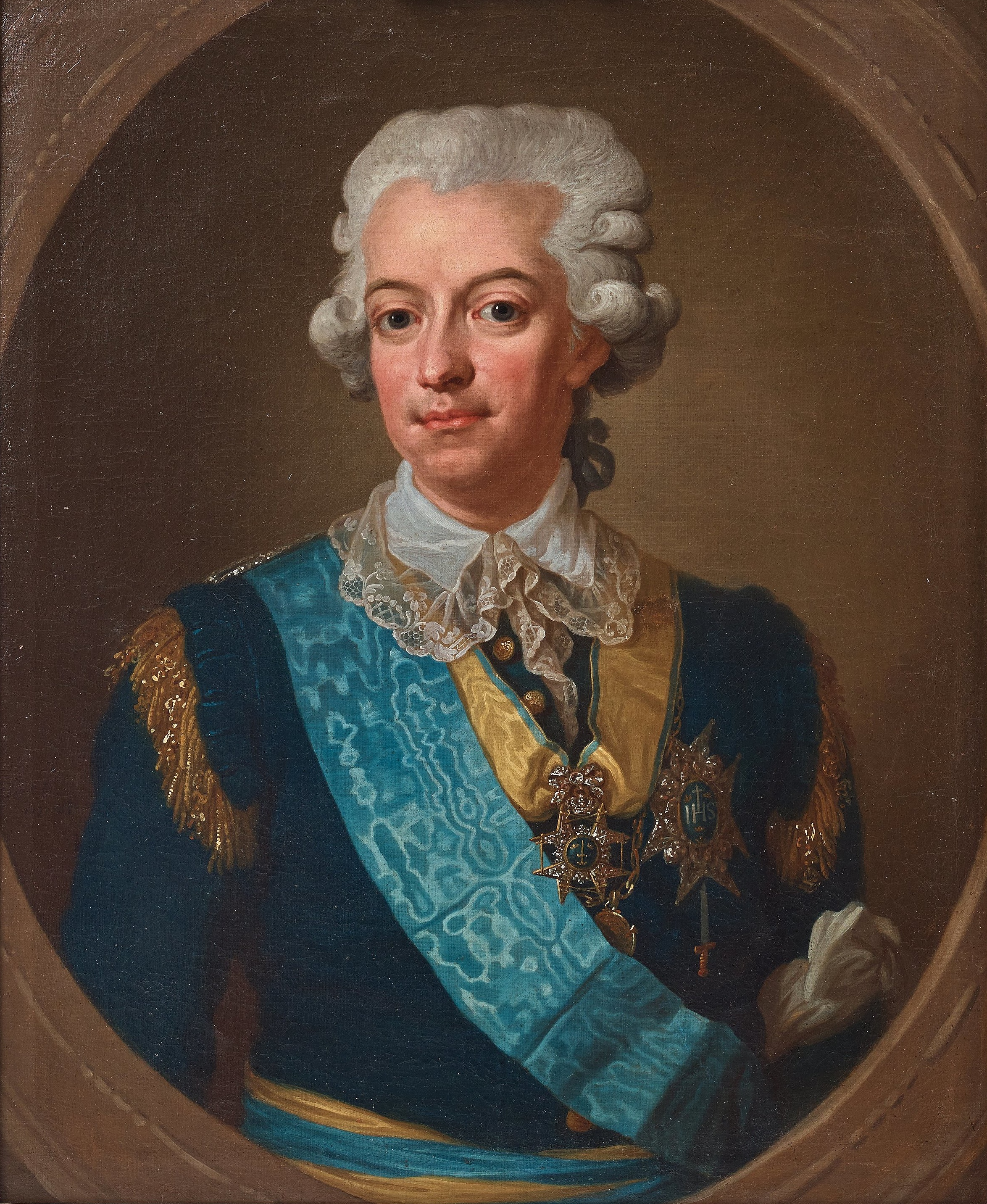
Портрет короля Густава III.
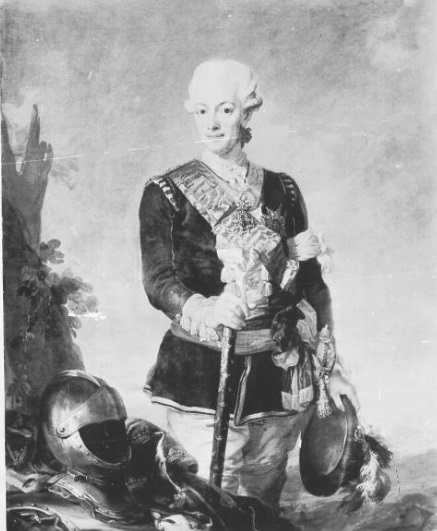
Портрет короля Густава III.
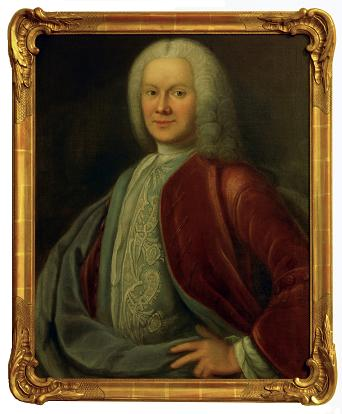
Портрет шведского учёного-ботаника Нильса Розен-Розенштейна.